# Риос, Мелани
Мелани Риос (англ. Melanie Ríos; род. 8 апреля 1991 года, Медельин, Колумбия) — американская порноактриса колумбийского происхождения.

## Биография
Мелани Риос родилась в городе Медельин в Колумбии. В 12 лет переехала в США. Карьеру в порно начала в 2009 году, в возрасте 18 лет. Снялась в 100 фильмах и сценах.

## Премии и номинации
- 2011 номинация на XBIZ Award — Лучшая новая старлетка[2]
- 2012 номинация на AVN Award — Лучшая сцена триолизма (Ж/Ж/М) — Oil Overload 4[3]
- 2012 номинация на AVN Award — Лучшая сцена лесбийского секса — Lush[3]
- 2013 номинация на XBIZ Award — Лучшая сцена — Spartacus MMXII The Beginning[4]

## Выборочная фильмография
- Charlie’s Devils (2011)
- Latina Sex Tapes 2 (2012)
- Father Figure (2011)
- I Dream of Teens (2013)
- Boffing the Babysitter 4 (2010)
- All-American Cheerleaders (2011)
- Young Natural Titties (2012)
- Cream in My Teen 2 (2012)
- Babysitter 4 (2010)
- This Isn’t Christmas Vacation: The XXX Parody (2010)